# Filippo La Porta
Filippo La Porta (Roma, 3 settembre 1952) è un saggista, giornalista e critico letterario italiano.

## Biografia
Ha scritto libri di saggistica e critica, tra i quali La nuova narrativa italiana. Travestimenti e stili di fine secolo, edito da Bollati Boringhieri nel 1994, nel quale è disegnata una mappa degli scrittori italiani contemporanei divisa per stili e correnti letterarie.
Con Giuseppe Leonelli ha pubblicato nel 2007 per Bompiani un Dizionario della critica militante, in cui accanto ai grandi nomi della critica italiana appaiono figure meno note come Giancarlo Mazzacurati, Giorgio Ficara, Francesco Dragosei e altri. Un altro libro significativo della sua produzione è Pasolini, uno gnostico innamorato della realtà, che analizza la poliedrica attitudine artistica e critica del soggetto.
È consulente editoriale e membro del comitato editoriale della Gaffi. Collabora con testate giornalistiche, fra le quali il Corriere della Sera, Il Riformista, Il Messaggero, XL, Left. Ha vinto il Premio nazionale Latina per il tascabile "La Bancarella" nella stagione 1997-1998.

## Opere
- Filippo La Porta, La nuova narrativa italiana. Travestimenti e stili di fine secolo, collana Temi 46, Torino, Bollati Boringhieri, 1995, ISBN 88-339-0906-9.
- Filippo La Porta, Non c'è problema. Divagazioni morali su modi di dire e frasi fatte, collana Universale economica 1443, Milano, Feltrinelli, 1997, ISBN 88-07-81443-9.
- Filippo La Porta, Manuale di scrittura creatina. Per un antidoping della letteratura, collana Filigrana 17, Roma, Minimum Fax, 1999, ISBN 88-86568-67-3.
- Filippo La Porta, Alessandro Carrera e Rachel Wetzsteon [et al.], Il dovere della felicità, a cura di Filippo La Porta e Alessandro Carrera, collana I saggi 162, Milano, Baldini & Castoldi, 2000, ISBN 88-8089-812-4.
- Filippo La Porta, Narratori di un Sud disperso. Cuntastorie in un mondo senza storie, collana Le gomene 10, Napoli, L'ancora del Mediterraneo, 2000, ISBN 88-8325-058-3.
- Filippo La Porta, Pasolini. Uno gnostico innamorato della realtà, collana Contrappunto 17, Firenze, Le Lettere, 2002, ISBN 88-7166-663-1.
- Filippo La Porta, L'autoreverse dell'esperienza. Euforie e abbagli della vita flessibile, collana Saggi. Arte e letteratura, Torino, Bollati Boringhieri, 2004, ISBN 88-339-1570-0.
- Filippo La Porta e Giuseppe Leonelli, Dizionario della critica militante. Letteratura e mondo contemporaneo, collana Tascabili Bompiani 388, Milano, Bompiani, 2007, ISBN 978-88-452-5915-9.
- Filippo La Porta, Maestri irregolari. Una lezione per il nostro presente, collana Nuova cultura 164, Torino, Bollati Boringhieri, 2007, ISBN 978-88-339-1807-5.
- Filippo La Porta, Diario di un patriota perplesso negli USA, collana Assolo, Roma, Edizioni e/o, 2008, ISBN 978-88-7641-830-3.
- Filippo La Porta, È un problema tuo, collana I sassi 28, tavole a colori di Dario Frascoli, Roma, Gaffi, 2009, ISBN 978-88-6165-036-7.
- Filippo La Porta, Meno letteratura, per favore!, collana Incipit 49, Torino, Bollati Boringhieri, 2010, ISBN 978-88-339-2159-4.
- Filippo La Porta, Uno sguardo sulla città. Gli scrittori contemporanei e i loro luoghi, collana Virgola 65, Roma, Donzelli, 2010, ISBN 978-88-6036-476-0.
- Filippo La Porta, Un'idea dell'Italia. L'attualità nazionale nei libri, collana Biblioteca Aragno, Torino, Aragno, 2012, ISBN 978-88-8419-573-9.
- Filippo La Porta, Pasolini, collana Itinerari. Filologia e critica letteraria, Bologna, Il mulino, 2012, ISBN 978-88-15-23848-1.
- Filippo La Porta, Poesia come esperienza. Una formazione nei versi, collana Le terre 226, Roma, Fazi, 2013, ISBN 978-88-6411-267-1.
- Filippo La Porta e Mauro Scarfone, Sono io a non capire l'economia o è l'economia a non capire me?, collana La spirale 3, Roma, Portaparole, 2013, ISBN 978-88-97539-03-2.
- Filippo La Porta, Roma è una bugia, collana Contromano, Roma-Bari, GLF editori Laterza, 2014, ISBN 978-88-581-1179-6.
- Filippo La Porta, Indaffarati, collana Sul dorso 26, Milano, Bompiani, 2016, ISBN 978-88-452-8162-4.
- Filippo La Porta e Mauro Scarfone, Una scienza con il cuore. Conversazioni sull'economia, collana Irruzioni, Roma, Castelvecchi, 2017, ISBN 978-88-6944-643-6.
- Filippo La Porta, Il bene e gli altri. Dante e un'etica per il nuovo millennio, Milano, Bompiani, 2018, ISBN 978-88-452-9584-3.
- Filippo La Porta, Disorganici. Maestri involontari del Novecento, collana Civitas 22, Roma, Edizioni di storia e letteratura, 2018, ISBN 978-88-93592-33-8.
- Filippo La Porta, Eretico controvoglia. Nicola Chiaromonte, una vita tra giustizia e libertà, collana Tascabili Bompiani 621, Firenze-Milano, Giunti-Bompiani, 2019, ISBN 978-88-301-0075-6.
- Filippo La Porta, Alla mia patria ovunque essa sia. Per un nuovo radicamento, contro l'omologazione globale e la retorica delle radici, collana Gog pamphlet, Roma, GOG, 2020, ISBN 978-88-85788-32-9.
- Filippo La Porta, Come un raggio nell'acqua. Dante e la relazione con l'altro, collana Piccoli saggi 75, Roma, Salerno, 2021, ISBN 978-88-6973-553-0.
- Filippo La Porta, L'impossibile “cura” della vita. Čechov, Céline e Carlo Levi, medici-scrittori coscienziosi e senza illusioni, collana Cure, Roma, Castelvecchi, 2021, ISBN 978-88-329-0403-1.
- Filippo La Porta e Luca Cirese, Non possiamo non dirci nonviolenti. Dialoghetto intergenerazionale su un tema cruciale del nostro agire pubblico, collana Nodi, Roma, Castelvecchi, 2021, ISBN 978-88-329-0529-8.